# Anja Bremer
Anja Bremer (* 13. März 1901 in Sköpen, Ostpreußen; † 24. Januar 1985 in Berlin) war eine bedeutende deutsche Galeristin und Kunsthändlerin. Neben ihrer Galerie betrieb sie in gleichen Räumen eine Bar, die insbesondere bei Persönlichkeiten aus Kunst und Kultur weite Bekanntheit genoss.

## Leben

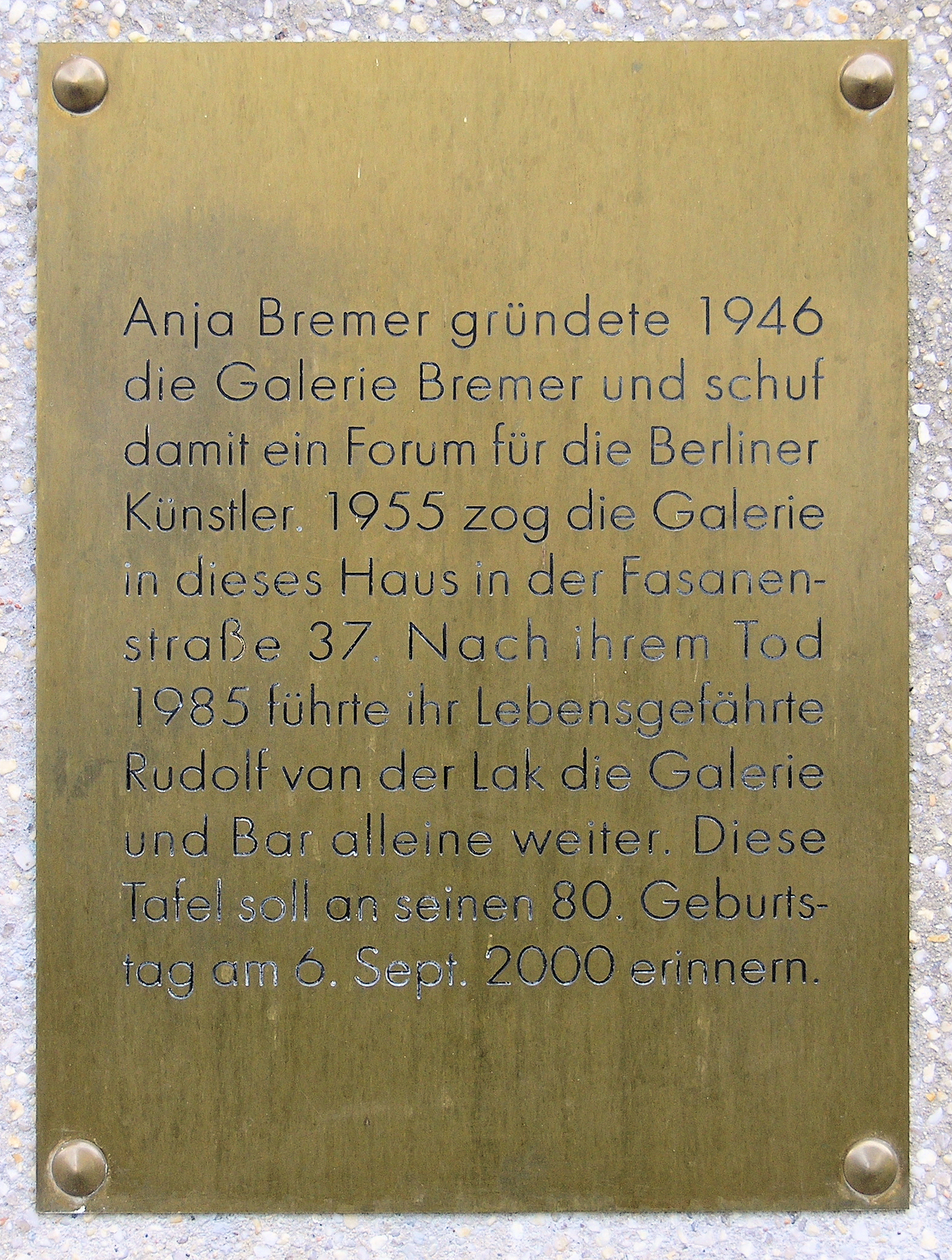
Gedenktafel am Haus, Fasanenstraße 37, in Berlin-Wilmersdorf

Anja Bremer stammte aus bürgerlichen Verhältnissen und kam kurz nach dem Ersten Weltkrieg nach Berlin. Nach Ausbildung bei einer Bank lebte sie mehrere Jahre in den USA und ging dort unterschiedlichsten Tätigkeiten nach, unter anderem als Zimmermädchen. 1942 kehrte sie nach Berlin zurück. Zu einer tieferen Berührung mit bildender Kunst kam es wahrscheinlich erst in den letzten Kriegsjahren durch die eher zufällige Bekanntschaft zu Mitgliedern der Ateliergemeinschaft Klosterstraße. Zu diesem Kreis gehörende Künstler wie Werner Gilles, Werner Heldt und Herbert Tucholski zählten zu den ersten Künstlern, die Anja Bremer in ihrer 1946 gegründeten Galerie ausstellte. Anja Bremer lebte seit Mitte der 1950er-Jahre zusammen mit dem aus Surinam stammenden Rudolf van der Lak, der vor ihrem Zusammentreffen als Barkeeper und Musiker tätig gewesen war.

## Galerie Bremer – Vergangenheit und Zukunft
Die 1946 gegründete Galerie Bremer wurde bis 1950 in einer Privatwohnung am Südwestkorso 48 in Berlin-Wilmersdorf betrieben. Von 1950 bis 1955 befand sie sich in der Meinekestr. 4 in Berlin-Wilmersdorf. Im Jahre 1955 wurde sie an den Fasanenplatz (Fasanenstraße 37) in Berlin-Charlottenburg verlegt und um einen abendlichen Barbetrieb erweitert.
Ausstattung und Mobiliar der in einem Altbau gelegenen Räumlichkeiten waren von dem Architekten von Philharmonie und Staatsbibliothek Hans Scharoun entworfen worden. Hier fanden sich neben den Künstlern der Galerie über Jahrzehnte viele Gäste ein, die von Anfang an die besondere Atmosphäre zu schätzen wussten – darunter nicht wenige Prominente, u. a. Will Grohmann, Walter Scheel und Mary Wigman, die zu denen gehören, deren Besuche auch photographisch dokumentiert wurden. Nach dem Tode von Anja Bremer im Jahr 1985 wurden Galerie und Bar von ihrem Lebensgefährten Rudolf van der Laak weiterbetrieben. Nach dessen Tod im Jahre 2005 übernahm Rolf Rohlow Galerie und Barbetrieb, stellte beides jedoch im Herbst 2010 ein. Anschließend wurden die Räumlichkeiten von dem Berliner Unternehmer Udo Walz übernommen. Dieser ließ die historische Ausstattung und den Namen der Galerie Bremer von der Fassade des angestammten Gebäudes entfernen. Mit neuem Konzept wurde jetzt die Bar „Fasanen 37“, als Fotogalerie bis zur Schließung in ca. 2016 von Mitarbeiten betrieben. Die Eröffnung einer Bar mit dem Namen und der historischen Ausstattung der Galerie Bremer ist angeblich geplant.

## Ausstellungen der Galerie Bremer
Anja Bremer eröffnete ihre Galerie im Oktober 1946 mit einer Ausstellung, die ganz im Zeichen der deutschen Vorkriegsmoderne stand: Neben den bereits verstorbenen Künstlern Barlach, Beckmann, Kirchner, Klee, Kollwitz, Lehmbruck, Marc, Modersohn-Becker, Mueller und Rohlfs standen ältere Zeitgenossen wie Feininger, Heckel, Hofer, Kokoschka, Marcks, Nolde, Pechstein und Schmidt-Rottluff. Die Klassische Moderne sollte bis weit in die Nachkriegszeit ein wichtiger Faktor bleiben. So gab es in den Folgejahren vielbeachtete Einzelausstellungen zum Schaffen von Ernst-Ludwig Kirchner, Max Beckmann, Karl Hofer und Künstler wie Max Kaus oder Karl Schmidt-Rottluff wurden immer wieder in Kombination mit anderen gezeigt. Gleichzeitig widmete sich die Galerie Bremer mit ihren Einzelausstellungen jüngeren Zeitgenossen – meist Berliner Provenienz – wie etwa Ignaz Horst Breitkreuz, Bernhard Heiliger, Werner Heldt, Carl-Heinz Kliemann, Hans Laabs, Katja Meirowsky,  Heinz Trökes und Hans Uhlmann. Viele andere wie etwa Gerhart Bergmann, Ulrich Härter, Willi Robert Huth, Ludwig Peter Kowalski, Rudolf Kügler, Dietmar Lemcke, Cornelia Ruthenberg, Eva Schwimmer, Peter Steinforth, Hans Thiemann, Alfred Winter wurden in umfassenden Sammelausstellungen gezeigt.
Um die Weiterführung der Galerie trotz schwierigster wirtschaftlicher Umstände sicherzustellen, kam es ab Anfang der 50er-Jahre verstärkt zum Verkauf von Wohnaccessoires und kunstgewerblichen Arbeiten. Diese wurden bei den Ausstellungen – durchaus zum Wohlgefallen von Publikum und Kunstkritik – gleichzeitig mit Bildern und Skulpturen gezeigt. Finnische Gläser von Tapio Wirkkala oder Möbel von  Egon Eiermann standen so neben den Arbeiten des Kreises meist Berliner Künstler, der sich über Jahre in lockerer Form um die Galerie Bremer gebildet hatte.
Die Erweiterung der Galerie um einen abendlichen Barbetrieb im Jahre 1955 verschaffte der Galerie Bremer eine solide Grundlage zum weiteren Fortbestehen. Auch wenn der Umfang des Ausstellungsbetriebes zeitweise gegenüber dem Barbetrieb zurücktrat, kam es auch weiterhin zu vielbeachteten Ausstellungen, so etwa zum Schaffen von Max Ernst in den 70er-Jahren. Da die Galerie Bremer viele ihrer Künstler über Jahrzehnte begleitete, wurde die Galerie mit den von ihr vertretenen Künstlern gemeinsam älter. Lag ein wesentlicher Schwerpunkt des Programms der Galerie Bremer in den Anfangsjahren auf der künstlerischen Avantgarde, so zeigten die Ausstellungen noch zu Lebzeiten von Anja Bremer zunehmend etablierte Künstler und Kunstrichtungen.